# تومومیتسو کوبایاشی
تومومیتسو کوبایاشی (انگلیسی: Tomomitsu Kobayashi؛ زادهٔ ۳۰ مهٔ ۱۹۹۵) بازیکن فوتبال اهل ژاپن است.